# Nesocaryum stylosum
Nesocaryum stylosum är en strävbladig växtart som beskrevs av Ivan Murray Johnston. Nesocaryum stylosum ingår i släktet Nesocaryum och familjen strävbladiga växter. Inga underarter finns listade i Catalogue of Life.